# Einarsstaðafjall
Einarsstaðafjall är en kulle i republiken Island. Den ligger i regionen Austurland, 300 km öster om huvudstaden Reykjavík. Toppen på Einarsstaðafjall är 540 meter över havet.
Trakten runt Einarsstaðafjall är nära nog obefolkad, med mindre än två invånare per kvadratkilometer. Det finns inga samhällen i närheten. Trakten runt Einarsstaðafjall består i huvudsak av gräsmarker.